# إيمانويل ماجنين
إيمانويل ماجنين (بالفرنسية: Emmanuel Magnien)‏ مواليد 7 مايو 1971 في سيدان، أردين، هو دراج فرنسي سابق في صنف سباق الدراجات على الطريق. سبق أن شارك في دورة الألعاب الأولمبية الصيفية.

## روابط خارجية
- إيمانويل ماجنين على موقع أرشيف الدراجات (الإنجليزية)
- إيمانويل ماجنين على موقع إحصائيات الدراجات الإحترافية (الإنجليزية)
- إيمانويل ماجنين على موقع نسبة الدراجات (الإنجليزية)
- إيمانويل ماجنين على موقع CycleBase (الإنجليزية)
- إيمانويل ماجنين على موقع اللجنة الأولمبية الدولية (الإنجليزية)
- إيمانويل ماجنين على موقع أوليمبيديا (الإنجليزية)
- لمحة عن إيمانويل ماجنين  على موقع ProCyclingStats  -  (برو  سايكلنج  ستاتس) - إحصاءات  محترفي  الدراجات.